# Студен извор
Студен извор е село в Западна България. То се намира в община Трън, област Перник.

## География
Село Студен извор се намира в Знеполе, в източните поли на височината Изворски Гудель (1032 м надморска височина). В местността „Камък“ извира карстов извор, от който буйно изтича чиста вода, протича през селото и се губи в наносите на полето. Селото е разположено по долината и двата бряга на рекичката, на едно компактно място и няма отделни махали за разлика от другите планински села в района. Махалите на селото са на не повече от 500 – 700 метра от Колензина махала по пътя за местността „Мачуклинъц“. Землището на селото граничи с териториите на селата Бусинци, Вукан, Костуринци, Ярловци и Радово.
Селото отстои на 7,5 км югозападно от гр. Трън. Името си селото получава от наличието на карстовия извор, но най-вероятно през 1959 г. селото е преименувано в Студен извор, поради факта, че в границите на новосъздадения Пернишки окръг са влезли три села с подобни имена – (с. Извор, Радомирска околия, с. Извор, Брезнишка околия и с. Извор, Трънска околия).

## История
В стари документи селото е отбелязвано като: Извор в 1420 г.; Изворъ в ХVIII в. в Поп Стефанов поменик (л. 23б, 59а, 69а, Опис III 179).
През 1830 г. избухва въстанието на знеполци, известно като „Трънска буна“ или „Беглижки джубур“. Главни негови ръководители и организатори били Радивоя Изворски от Извор, Радивоя Петричев от с. Берайнци и един свещеник от Самоков, около 70-годишен, чието име все още не е известно.

## Население
Населението на селото непосредствено след Освобождението /1887 г./ е около 235 жители. През следващите десетилетия то бавно нараства и през 1910 г. достига 337 жители, което е и най-високата му численост. След 1910 г., макар раждаемостта да е била висока, жителите започват да се изселват към градовете. През 1934 г. в селото живеят 244 жители, а през 1946 г. – 186 жители. През следващите десетилетия миграцията към градовете се засилва още повече и през 1992 г. в селото остават да живеят само 16 жители. Най-големите изселвания са към Перник, София, Дупница, Пловдив.
Населението на селото, както навсякъде в Трънско, в миналото се е занимавало със земеделие, скотовъдство и занаятчийство. През 1939 г. селото е разполагало с 1850 дка ниви и ливади, 423 дка пасища и 302 дка гори. По същото време в селото е имало 21 коня, 126 говеда, 311 овце, 44 свине и 330 птици. Много от мъжете в миналото са били дюлгери /строители/.

## Религии
Православната църква на селото носи името на „Св. апостоли Петър и Павел“ и е построена през 1880 г., а през 1985 г. жителите на селото и с помощта на Св. Синод ремонтират църквата. В далечното минало на мястото на църквата е имало манастир.

## Обществени институции
Училището в селото е открито непосредствено след Освобождението от османска власт (1878 г.).

## Културни и природни забележителности
Музей на киселото мляко – разположен в центъра на селото, близо до къщата на д-р Стамен Григоров.
Местните жители използват имена на местности в землището, които са характерни за местния трънски диалект:
„Големи ниви“, „Полегуша“, „Коняз“, „Друм“, „Росулье“, „Горна и Долна воденица“, „Дубье“, „Рид“, „Бара“, „Преки пут“,
„Коин гроб“, „Спасикин мост“, „Вуканска бара“, „Рудина“, „Разкръсие“, „Първена падина“, „Дубица“, „Средна ливада“,
„Мала могила“, „Завой“, „Кацарица“, „Загузье“, „Осойна“, „Голема и Мала кория“, „Каменица“, „Гудель“,
„Бонин вир“, „Тършевина“, „Чувнишка чука“, „Шереметьвъц“, „Преслап“, „Вариица“, „Златарица“, „Ненадина падина“,
„Мачуклинъц“, „Кошарево глодже“, „Мроорице“, „Длъги рид“, „Чукар“, „Седлар“, „Равна шума“, „Равнище“, „Стоин дрен“ и др.

## Личности
- Радивоя Изворски (Радивоя Ангелков Тодоров), водач на първото въстание в Югозападна България срещу турските поробители.
- На 27 октомври 1878 г. в селото се ражда бележитият български учен д-р Стамен Григоров, откривателят на бактерията Lactobacillus bulgaricus